# Prešov
Prešov (em alemão: Preschau ou Eperies; polonês/polaco: Preszów; húngaro: Eperjes; russo: Пряшів /Пряшyв ; romeno: Peryeshis) é uma cidade do leste da Eslováquia. É a capital da região administrativa de Prešov. Com uma população de aproximadamente 83.890 habitantes, é a terceira maior cidade do país.

## Demografia
Predefinição:SK